# Colston Bassett
Colston Bassett – wieś w Anglii, w hrabstwie Nottinghamshire. Leży 15 km na południowy wschód od miasta Nottingham i 163 km na północ od Londynu.